# Pleine-Sève
Pleine-Sève település Franciaországban, Seine-Maritime megyében. Lakosainak száma 129 fő (2022. január 1.). Pleine-Sève Cailleville, Drosay, Gueutteville-les-Grès, Le Mesnil-Durdent, Néville és Sainte-Colombe községekkel határos.

## Népesség
A település népességének változása:
| Lakosok száma | 142  | 143  | 140  | 133  | 128  | 128  | 127  | 125  | 129  |
|               | 2013 | 2015 | 2016 | 2017 | 2018 | 2019 | 2020 | 2021 | 2022 |